# Río Jouanne
El río Jouanne es un río en Francia occidental, que es un afluente a su vez del río Mayenne. Su fuente está en el departamento de Mayenne, en Sainte-Gemmes-le-Robert. Se une al Mayenne entre los pueblos de Entrammes y L'Huisserie.
Entre los departamentos y las ciudades de su curso están: Sainte-Gemmes-le-Robert (desembocadura), Évron, Mézangers, Neau, Saint-Christophe-du-Luat, Brée, Montsûrs, Gesnes, Argentré, Bonchamp-lès-Laval, Louvigné, Parné-sur-Roc, Forcé, Entrammes, L'Huisserie.
Es probable que el nombre de Jouanne remonta a la forma galesa div-onna (agua divina). La evolución de Divonne es muy similar a la de divrnus que engendró "día" en el francés moderno.

## Galería fotográfica

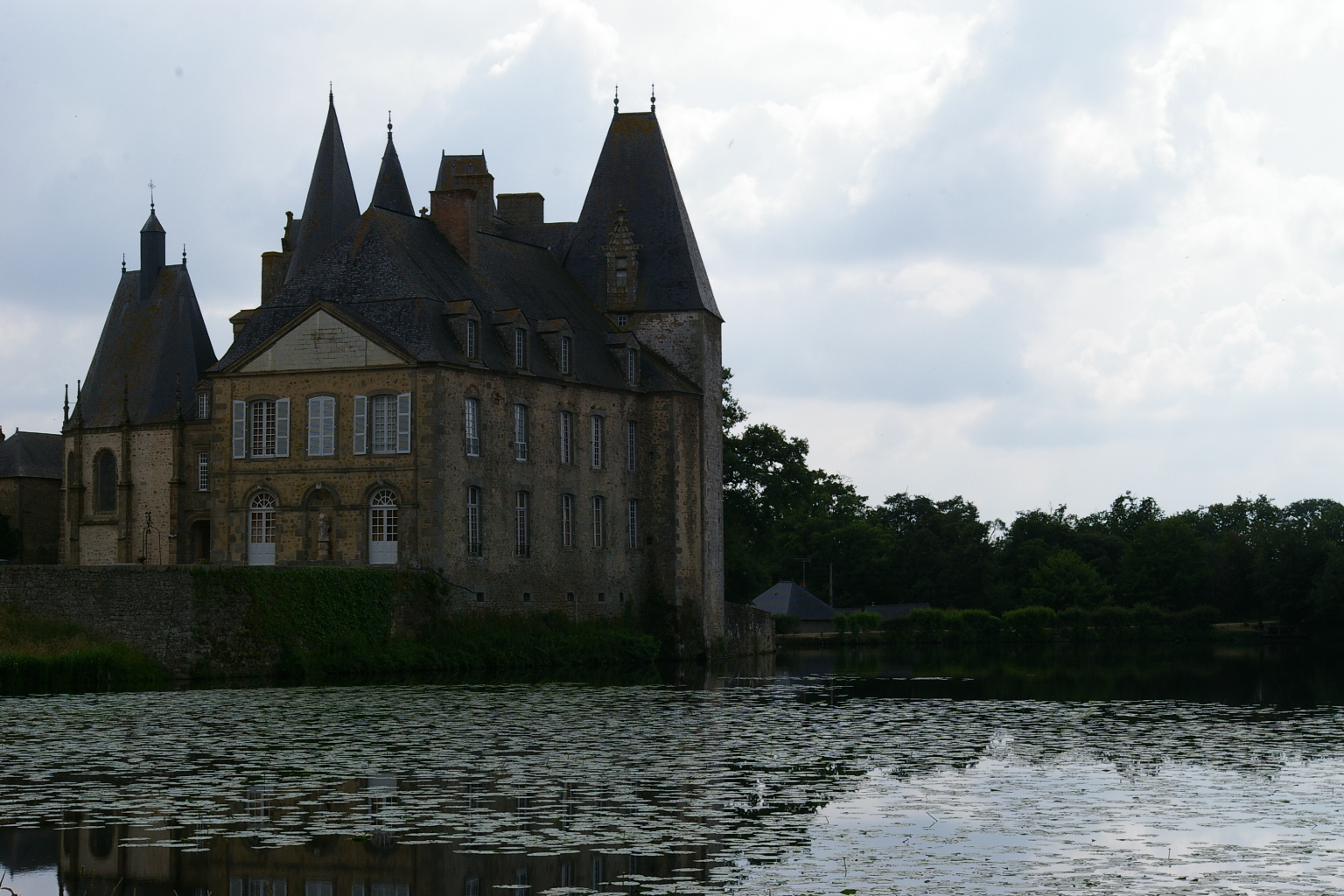
El castillo de Rocher, en Mézangers